# Bq Verne
Las bq Verne es una familia de tabletas de 7 pulgadas comercializada por la empresa española bq readers, y equipado con sistema operativo Android. Se puso a la venta en España el 21 de noviembre de 2009. Hasta la fecha se han comercializado las siguientes variantes :
- bq Verne : modelo original con 4 GB y Android 1.5 Cupcake También llamado Booq Verne y Verne Basic
- bq Verne edición Alcampo : el modelo anterior actualizado a Android 2.1 Eclair. Fue comercializado en una oferta del hipermercado Alcampo en diciembre de 2010[1]
- bq Verne Plus : con 8 GB, USB On-The-Go, HDMI y Android 2.1 Eclair. A la venta por 129 euros en enero de 2012
- bq Verne 3G : un bq Verne Plus con módem 3G. A la venta por 179 euros en enero de 2012

El fabricante tiene disponible en su página de soporte los firmware con Android 1.5 y 2.1 y además el de Android 2.2 Froyo. Es necesario introducir el número de serie para no bajar la imagen incorrecta y acabar con un lindo ladrillo.
También se puede instalar la versión 2.3, pero no es oficial.
Las versiones 1.5 y 2.1 venían con SlideME como market alternativo, Aldiko y FBReader como lectores de eBooks y sin las aplicaciones oficiales de Google. La versión 2.2 además de las ventajas del sistema en sí aporta una interfaz más clara y, sobre todo, el acceso oficial a Android Market y las aplicaciones oficiales. Un detalle curioso es que integra un lector de libros electrónicos (los anteriores se eliminan, aunque pueden volver a instalarse) propio de Google que se integra con Google Libros del mismo modo que el app de Amazon Kindle lo hace con Amazon (los libros están en la nube y se bajan cuantas veces se desee). Tiene también acceso a los reproductores de audio y vídeo. Esa app no puede localizarse en Android Market.
Con cada equipo se entrega la tableta, un cable USB, un cable USB OTG, auriculares, cargador AC/DC y documentación.
Las ventas de los equipos han sido un éxito, liquidándose en pocos días la versión Alcampo (el hipermercado lo sustituye en su catálogo por la Sigmatek MID-700 equipo de muy parecido aspecto, aunque mantiene el 3G a la venta). Ha protagonizado varias ofertas de The Phone House, siendo la promoción conjunta con Yoigo y 20 minutos la más exitosa, agotando los equipos en dos días. La combinación de mini trackball y módem 3G integrado es muy apreciada por los usuarios, que encuentran pocas alternativas similares.
En el apartado lector de libros, Luarna, uno de los accionistas del fabricante, aporta más de mil clásicos en español a descargar por los usuarios. La posibilidad de hacer convivir títulos con DRM de Amazon y Adobe, siendo Luarna uno de los distribuidores del equipo, es también apreciada.

## Características
- CPU: Rockchip 28X8 ARM926EJ-S rev 5, ARM 9 a 600 MHz + DSP a 550 MHz (AndroidSystemInfo reporta 311.29 BogoMips)
- Pantalla táctil: resistiva de alta sensibilidad; TFT de 7 pulgadas con una resolución WVGA de 800 × 480. Los equipos dotados de HDMI soportan una resolución externa de 1280x720
- Memoria RAM: 256 Megabytes incorporada en la placa madre, no actualizable.
- Memoria flash: 4 u 8 Gb. de almacenamiento NAND Flash.
- Almacenamiento : ranura MicroSD con soporte de SDHC, hasta 32 GB
- Fuente de alimentación externa AC 110/240 V ± 10% ( 50/60 Hz ) 4 amperios autoconmutable,. Salida de 5 voltios DC 2.0 amperios, toma de barrilete positivo dentro negativo fuera
- Batería de iones de litio de 4700 mAh.
- Carcasa: de 215 mm (alto) x 125 mm (ancho) x 17 mm (grosor). en colores negro y marrón, con formas redondeadas más delgadas en los extremos para facilitar la sujeción. Peso de 429 (Verne) o 444 gramos (plus), batería incluida. Botón de encendido y tomas miniUSB y miniHDMI en la zona superior izquierda, en una protuberancia. En el lateral derecho, botones Home y menú, miniTracball y back. Un poco más abajo, minijack de auriculares y toma de alimentación. Abajo, ranura microSD. En la trasera una trampilla puede utilizarse como pie de marco, y oculta el zócalo de la tarjeta SIM. También se encuentra el micrófono integrado y el agujero del pulsador de Reset.
- Webcam de 1,3 Megapíxels en el frontal
- Sensor 3G (acelerómetro)
- Redes
  - Wi-Fi: 802.11b/g 54 Mbps
  - 3G el Verne Plus 3G.
- Entrada/Salida :
  - 1 conector Micro HDMI Tipo C
  - 1 puerto mini USB 2.0 con capacidad USB On-The-Go
  - 1 minijack 3,5 mm de auriculares (line out)
  - 1 toma de barrilete de alimentación 5 V DC
  - 1 ranura MicroSD
  - 1 zócalo mini-SIM en el Verne Plus 3G.
  - Teclas Power, Home, Menu y Back
  - Minitrackball.